# Livieno da Anversa
Livieno da Anversa, detto anche Lieven de Witte (Anversa, 1503 – Gand, 1578), è stato un pittore e architetto olandese.
Fece pratica a Gand in gioventù, esercitando poi stabilmente in città tra il 1518 ed il 1578. Si dedicò essenzialmente alla progettazione di architetture e di dipinti prospettici. Disegnò e progetto le finestre della cattedrale di San Bavone a Gand e lavorò alle miniature del Breviario Grimani oggi nella Biblioteca di San Marco a Venezia.
Produsse una serie di 200 xilografie rappresentanti la vita di Cristo e si presentò favorevole all'armonizzazione evangelica.